# Paittasjärvi (West)
Paittasjärvi is een meer in het noorden van Zweden. Het meer ligt in de gemeente Kiruna, op 450 meter boven zeespiegel, is 20 km lang bij 1,5 km breed en gaat via een versmalling in het Laukkujärvi over. Het water stroomt daarna naar de Kalixälven en naar de de Botnische Golf verder. Het meer wordt gevoed met water van het bergplateau rond de Kebnekaise en heeft veel weg van een diep uitgesleten gletsjergeul.